# 静岡エアコミュータ
静岡エアコミュータ株式会社（しずおかエアコミュータ）は、静岡県に拠点を置きヘリコプター運航事業を行う会社。

## 概要
ヘリコプターを用いた航空写真撮影、旅客・貨物運送、測量等の運行事業、静岡新聞社、静岡放送の報道取材ヘリコプターの運航受託、静岡県消防防災航空隊の消防防災ヘリコプターの運航整備受託、その他機材整備等の事業を行っている。
静岡ヘリポートの開港に合わせ1991年4月に設立された。設立時の資本金1億円、出資者は静岡県の有力企業である鈴与45%、静岡観光汽船20%、静岡鉄道20%、静岡銀行5%、スルガ銀行5%、清水銀行5%の6社。1992年7月に1億5000万円に増資。1993年3月に格納庫完成。
1993年に使用航空機事業、不定期航空運送事業の二つの免許を取得。
2004年6月15日に、2009年開港の静岡空港を拠点とするコミューター航空事業に参入する構想を発表した。
計画内容は、50人-70人級のエンブラエル170機で成田国際空港線と仙台空港線の2路線を開設し、その後は小型ジェット機による四国・沖縄方面の路線へ参入するというものだった。
2004年8月にはコミューター事業への布石として30億円規模の増資を行うと報道された。
2007年7月、静岡エアコミュータの筆頭株主である鈴与は、鈴与本体で直接コミューター航空事業に参入する方針であることを明らかにした。これが翌2008年に設立されたフジドリームエアラインズである。

## 保有機・運航受託機
- アエロスパシアルAS355N
- アエロスパシアルAS350B1
- ユーロコプターEC135P1
- ユーロコプターEC135P2+
- 川崎BK117C-1
- セスナT206H

## 不祥事
報道用ヘリコプターの整備中に誤って機体を損傷したのに修復しないまま約2年3カ月にわたって運航を続け、整備記録も改竄するなどしたとして、国土交通省東京航空局から2023年1月18日付で業務改善勧告を受けた。安全統括管理者の職務について改善措置を講じるよう求める警告書も出された。2020年7月の整備中に誤ってヘリの床に損傷を生じさせた。整備責任者は軽微なものと判断して修復せず、2022年11月になって「損傷を修復した」と報告した。これを受けて東京航空局が立ち入り検査すると、実際は修復作業をしておらず、整備記録を改竄していたことが判明した。